# Верх-Єгос
Верх-Єго́с (рос. Верх-Егос) — село у складі Прокоп'євського округу Кемеровської області, Росія.

## Населення
Населення — 1039 осіб (2010; 1098 у 2002).
Національний склад (станом на 2002 рік):
- росіяни — 94 %